# Денулешть (Бузеу)
Денулешть, Денулешті (рум. Dănulești) — село у повіті Бузеу в Румунії. Входить до складу комуни Буда.
Село розташоване на відстані 136 км на північний схід від Бухареста, 40 км на північ від Бузеу, 85 км на захід від Галаца, 104 км на схід від Брашова.

## Населення
За даними перепису населення 2002 року у селі проживали 219 осіб, усі — румуни. Усі жителі села рідною мовою назвали румунську.